# North Fair Oaks
North Fair Oaks és una concentració de població designada pel cens dels Estats Units a l'estat de Califòrnia. Segons el cens del 2000 tenia 15.440 habitants.

## Demografia
Segons el cens del 2000, North Fair Oaks tenia 15.440 habitants, 3.997 habitatges, i 2.937 famílies. La densitat de població era de 5.095,2 habitants/km².
Dels 3.997 habitatges en un 45,2% hi vivien nens de menys de 18 anys, en un 53% hi vivien parelles casades, en un 12,2% dones solteres, i en un 26,5% no eren unitats familiars. En el 18% dels habitatges hi vivien persones soles el 4,4% de les quals corresponia a persones de 65 anys o més que vivien soles. El nombre mitjà de persones vivint en cada habitatge era de 3,81 i el nombre mitjà de persones que vivien en cada família era de 4,2.
Per edats la població es repartia de la següent manera: un 30,3% tenia menys de 18 anys, un 12,4% entre 18 i 24, un 35,8% entre 25 i 44, un 15,9% de 45 a 60 i un 5,6% 65 anys o més.
L'edat mediana era de 29 anys. Per cada 100 dones de 18 o més anys hi havia 117,9 homes.
La renda mediana per habitatge era de 55.603 $ i la renda mediana per família de 54.678 $. Els homes tenien una renda mediana de 32.169 $ mentre que les dones 27.578 $. La renda per capita de la població era de 18.331 $. Entorn de l'11,7% de les famílies i el 15,4% de la població estaven per davall del llindar de pobresa.

## Poblacions més properes
El següent diagrama mostra les poblacions més properes.